# Karl Thäter (Admiral)
Karl Thäter (* 18. September 1886 in Kallies, Pommern; † 14. Oktober 1962 in Berlin) war ein deutscher Marineoffizier, zuletzt Vizeadmiral (Ing.) der Kriegsmarine.

## Laufbahn

### Kaiserliche Marine
Karl Thäter trat am 1. Oktober 1908 als Marineingenieur-Anwärter in die Kaiserliche Marine ein. Nach Absolvieren seiner Grundausbildung wurde er am 1. Januar 1909 auf das Linienschiff Pommern versetzt und dort am 1. April 1909 zum Marineingenieur-Oberanwärter befördert. Am 1. Oktober 1909 erfolgte seine Beförderung zum Marineingenieur-Oberapplikanten und gleichzeitig seine Versetzung auf das Linienschiff Nassau. Vom 1. Oktober 1911 bis zum 30. September 1912 war er zur Weiterbildung an der Ingenieur- und Deckoffizierschule in Kiel, wo er am 21. September 1912 zum Marineingenieur-Aspiranten befördert wurde. Nach Abschluss dieser Ausbildung wurde er auf den zum Ostasiengeschwader gehörigen Kleinen Kreuzer Emden versetzt, auf dem er am 19. Dezember 1912 in Shanghai seinen Dienst antrat.
Bereits am 3. Juni 1914, noch vor Ausbruch des Ersten Weltkriegs, verließ er Tsingtau, den Stützpunkt des Ostasiengeschwaders, um nach Deutschland zurückzukehren. Dort wurde er am 4. August 1914 als Wachingenieur auf das Linienschiff Kaiser Wilhelm der Große versetzt. In dieser Dienststellung wurde er am 27. Januar 1915 zum Marineingenieur-Oberaspiranten befördert. Von Mai bis August 1915 wurde er an der Unterseebootschule zum Dienst auf U-Booten ausgebildet und war dann ab 22. August 1915 Leitender Ingenieur auf dem U-Boot U 17. Dort erfolgte am 18. September 1915 seine Beförderung zum Marine-Ingenieur. und am 26. April 1917 die zum Marine-Oberingenieur. Vom 26. August 1917 bis Kriegsende war er danach Leitender Ingenieur auf U 107.
Noch am 1. Dezember 1918 wurde er als Flottilleningenieur zur Nordsee-Vorpostenflottille und dann am 16. Dezember 1918 an die Marineschule „B“ (ehemalige Ingenieur- und Deckoffizierschule) in Kiel versetzt. Am 30. März 1919 trat er in die technische Abteilung des Garde-Kavallerie-Schützen-Korps, eines Freikorps, ein.

### Reichsmarine
Nach seiner Übernahme in die Vorläufige Reichsmarine wurde Thäter am 19. August 1919 zunächst zur Marineschule Kiel und am 1. Dezember 1919 als Wachingenieur auf den bereits am 5. November 1919 aus der Liste der Kriegsschiffe gestrichenen Kleinen Kreuzer Graudenz versetzt. Nachdem dieser am 10. März 1920 endgültig außer Dienst gestellt worden war, diente Thäter ab dem 11. März 1920 in gleicher Funktion auf dem Kleinen Kreuzer Königsberg. Bereits am 30. April 1920 wurde Oberleutnant (Ing) Thäter an die Marinewerft in Wilhelmshaven versetzt, wo sich der Kleine Kreuzer Hamburg zur Instandsetzung befand. Bei dessen Wiederindienststellung am 7. September 1920 wurde Thäter sein Leitender Ingenieur. Am 1. Februar 1922 wurde er zum Kapitänleutnant (Ing.) befördert. Am 31. März 1924 wechselte er als Lehrer an die Technischen Marineschule in Kiel, und am 28. September 1927 wurde er Leitender Ingenieur auf dem Schulkreuzer Berlin, mit dem er vom 1. Dezember 1927 bis zum 7. März 1929 eine Weltreise u. a. nach Ostasien und nach Australien machte. Während dieser Fahrt wurde er am 1. November 1928 zum Korvettenkapitän (Ing.) befördert.
Ab dem 28. März 1929 war Thäter Referent im Stab der Marinestation der Nordsee, bis er am 29. Januar 1930 in die militärische Abteilung für Schiffsmaschinenbetrieb bei der Marineleitung versetzt wurde. Vom 9. Oktober 1931 bis zum 28. September 1932 diente er als Leitender Ingenieur auf dem alten Linienschiff Hessen. Anschließend kehrte er als Lehrer an die Marineschule Kiel-Wik zurück, wo er am 1. April 1933 zum Fregattenkapitän (Ing.) und am 1. Oktober 1934 zum Kapitän zur See (Ing.) befördert wurde.

### Kriegsmarine
Ab dem 28. September 1935 war er in Vertretung Stationsingenieur im Stab der Marinestation den Nordsee, und ab dem 15. November 1935 hatte er diese Stelle offiziell inne. Vom 2. Juni bis zum 20. September 1936 war er gleichzeitig zum Flottenkommando kommandiert, wo er dann am 21. September 1936 zum Flotteningenieur ernannt wurde. Vom 10. Februar 1937 bis zum 26. November 1939 war er Chef des Stabes des Erprobungskommandos für Kriegsschiffneubauten; in dieser Stellung wurde am 1. November 1938 zum Konteradmiral (Ing.) befördert. Kurzfristig war er 1937 und 1939 jeweils für rund einen Monat vertretungsweise Chef des Erprobungskommandos. Am 27. November 1939 wurde Thäter Kommandeur der Technischen Marineschule in Kiel. Am 1. Februar 1942 wurde er zum Vizeadmiral (Ing.) befördert, und am 31. August 1942 wurde er z.V. gestellt und somit in den Ruhestand versetzt.